# Kurt Hirschland
Kurt Martin Hirschland (* 14. Mai 1882 in Essen; † 2. Januar 1957 in New York City) war ein deutsch-jüdischer Bankier sowie stellvertretender Aufsichtsratsvorsitzender und Mitglied in den Aufsichtsräten mehrerer Banken, Zechen und Unternehmen, darunter der Friedrich Krupp AG. Zudem war er Stadtverordneter der Stadt Essen und Vorstandsmitglied der jüdischen Gemeinde Essen.

## Leben und Wirken
Kurt Hirschland ist als Sohn des Bankiers, Stadtverordneten der Stadt Essen und Kommerzienrates Isaac Hirschland in Essen geboren. Nach dem Besuch des Burggymnasiums absolvierte er eine Ausbildung im Bankfach im In- und Ausland. 1905 trat er verantwortlich in das Geschäft der von seinem Großvater Simon Hirschland 1841 gegründeten Simon Hirschland Bank ein. Nach dem Tode seines Vaters 1912 wurde Kurt Hirschland zusammen mit seinem Bruder Georg Inhaber der Privatbank. Als Bankier saß er im Zentralausschuss der Reichsbank.
Kurt Hirschland heiratete Henriette Hildegard Simons (1889–1968) aus Düsseldorf, mit der er zwei Töchter und zwei Söhne hatte. Er erhielt zudem den Ehrentitel des Kommerzienrates.
Hirschland war stellvertretender Aufsichtsratsvorsitzender in mehreren Banken (darunter die Dresdner Bank), Gesellschaften und Industrieunternehmen sowie stellvertretender Vorsitzender des Grubenvorstandes mehrerer Steinkohlenzechen. Von Januar 1927 bis Januar 1934 war er Mitglied im Aufsichtsrat der Friedrich Krupp AG. Danach zog er sich aus gesundheitlichen Gründen aus dem Bankgeschäft zurück.
Die Akademischen Kurse für Handelswissenschaften und allgemeine Fortbildung als Vorläufer der Volkshochschule Essen wurden durch Hirschland mit eigenen Vorträgen und Kursen unterstützt.
1936 emigrierte Hirschland in die Niederlande. Nachdem er bereits im Februar 1936 in den USA gewesen war, fuhr er am 5. Dezember 1936 mit seiner Ehefrau auf der Bremen von Southampton nach New York, wo sie am 10. Dezember 1936 ankamen und auch wieder nach Essen zurückkehrten. 1938 wurde die Simon Hirschland Bank zwangsliquidiert und die Geschäfte in das Bankhaus Burkhardt & Co. (heute Teil von HSBC Trinkaus & Burkhardt) integriert. Nachdem seine ebenfalls jüdische Familie 1938 vor den Nationalsozialisten nach New York flüchtete, wanderte Kurt Hirschland 1939 in die Schweiz aus, wo er die Jahre des Zweiten Weltkrieges verbrachte. Schließlich emigrierte er 1950 endgültig nach New York, wo er sieben Jahre später verstarb.